# Prefeito de Chicago
Prefeito de Chicago (Mayor of Chicago, em inglês) é a autoridade máxima do poder executivo da cidade de Chicago, Illinois. O prefeito de Chicago é incumbido de dirigir os departamentos e secretarias, e com o consentimento do conselho regional, também pode nomear os respectivos líderes. O atual prefeito é Brandon Johnson, que assumiu em 2023.